# Cuando Billie Eilish conoció a Lisa
When Billie Met Lisa es un cortometraje de animación estadounidense producido por Gracie Films y 20th Television Animation para Disney+.  Es el sexto cortometraje de la serie Los Simpson y el cuarto corto promocional producido para la plataforma de Disney+.  Al igual que los cortos anteriores, fue dirigido por David Silverman y fue estrenado el 22 de abril de 2022. 

## Argumento
Lisa toca su saxofón en el sofá, cuando recibe un mensaje en su teléfono de Homer para que deje de tocar y poder "trabajar" cuando en verdad esta descansando. Se dirige a su habitación pero Marge entra para hacer limpieza y esto le incomoda. Lisa se traslada a la casa del árbol, pero Bart comienza a usar una motosierra para molestarla también, por lo que se mueve a la clase de música de la escuela, donde encuentra a otros niños jugando. Al no encontrar la paz, se traslada debajo de un puente, donde un auto se detiene cerca, y Billie Eilish la encuentra y al verla tocar su instrumento la invita a tocar en su estudio de grabación donde tocan el tema de la serie y todos en Springfield lo disfrutan mientras Bart habla sobre Lisa con el hermano de Billie, Finneas O'Connell. Al final, terminan mirando las estrellas por encima del auto y hablan sobre sus familias.

## Reparto
- Nancy Cartwright como Bart Simpson, Maggie Simpson
- Yeardley Smith como Lisa Simpson
- Billie Eilish como ella misma
- Finneas O'Connell como él mismo
- Chris Edgerly y Sunkrish Bala como miembros de la banda

## Producción
Al productor James L. Brooks se le ocurrió la idea de hacer una película con Billie Eilish durante una conversación con Al Jean, ya que les llamó la atención el concierto de Billie Eilish en "Happier Than Ever: A Love Letter to Los Angeles" estrenado en Disney+.

## Recepción
El corto fue nominado a un premio Primetime Emmy a mejor cortometraje animado.  